# Si fa presto a dire... Brusco
Si fa presto a dire... Brusco è un album del rapper romano Brusco, pubblicato nel 2003. L'album deve la sua notorietà alla reinterpretazione del pezzo Sotto i raggi del sole, cover della nota canzone Abbronzatissima, originariamente cantata da Edoardo Vianello.

## Tracce
1. Come l'aria
2. Sotto i raggi del sole
3. Bella
4. I sogni e le idee
5. Per Roma
6. Il mondo è anche mio
7. Amami amami
8. Arrivo
9. Non dire (Sempre di no)
10. Sotto le pezze
11. Buongiorno
12. Ti penso sempre (feat. Blu)
13. Un giorno chissà